# Jhonatan Solano
Jhonatan Solano (Barranquilla, 12 de agosto de 1985) es un beisbolista colombiano que jugó como receptor en las organizaciones de los Nacionales de Washington y Marlins de Miami de las Grandes Ligas de Béisbol.

## Carrera en MLB
Luego de una buena temporada con los Tigres del Licey de República Dominicana fue llamado para jugar con los Nacionales de Washington. Solano firmó con los Nacionales como agente libre internacional. Los Nacionales añadieron a Solano a su roster de 40 jugadores después de la temporada 2011 para protegerlo del draft de la regla 5.

### Nacionales de Washington
Jhonatan Solano debutó en las Grandes Ligas el 29 de mayo de 2012, temporada en la que participó en 12 juegos.
En 2013 actúa en 24 juegos, el 18 de noviembre de ese año es liberado por los Nacionales.

### Marlins de Miami

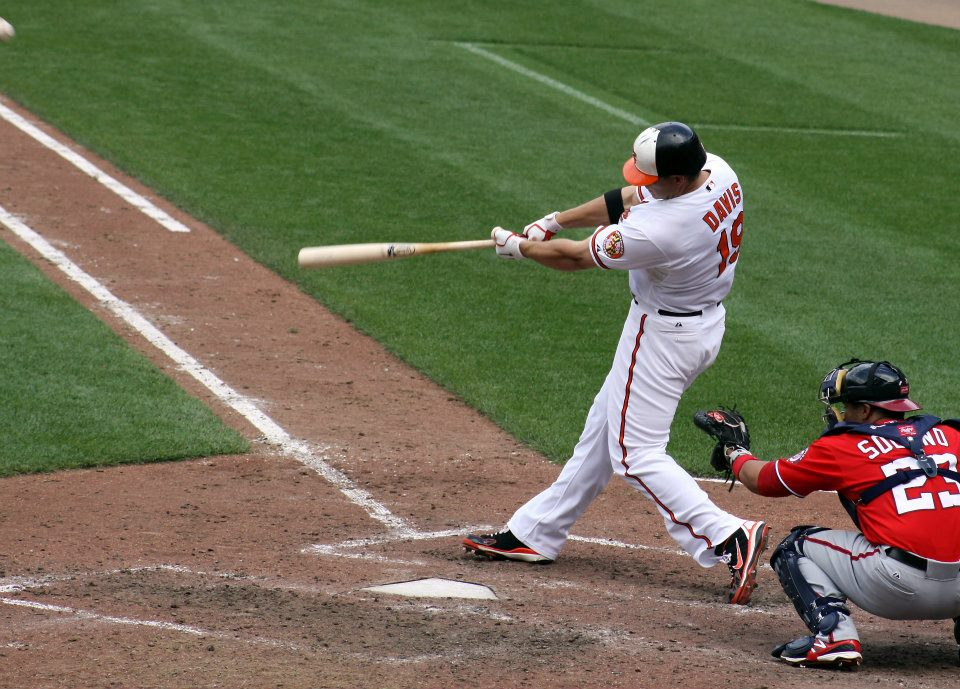
Solano en un juego frente a Orioles de Baltimore con los Nacionales de Washington.

En diciembre de 2014 firma como agente libre con los Marlins de Miami, en 2015 está en el equipo principal y actúa en siete juegos, Jhonatan coincidió con su hermano Donovan en el mismo equipo esa temporada.

### Nacionales de Washington (ligas menores)
Después de Miami regresa a Nacionales de Washington en Ligas Menores donde permanece dos años.

## Retiro
Solano anunció su retiro en 2020. En una entrevista dijo: "Llegué al estadio con mi maletín lleno de implementos, iba detrás de mis compañeros, y un señor me tocó el hombro izquierdo y me dice: ‘Ya está bueno’. Solté el maletín y sentí un alivio. Me desperté llorando".

## Números usados en las Grandes Ligas
- 23 Washington Nationals (2012-2013)
- 8 Miami Marlins (2015)

## Estadísticas de bateo en Grandes Ligas
Estadísticas de tres años en la Liga Nacional con dos equipos diferentes.
| Año   | Equipo               | Liga | Juegos | VB  | C | Hits | HR | CI | BA   | BR |
| ----- | -------------------- | ---- | ------ | --- | - | ---- | -- | -- | ---- | -- |
| 2012  | Washington Nationals | NL   | 12     | 35  | 6 | 11   | 2  | 6  | .314 | 1  |
| 2013  | Washington Nationals | NL   | 24     | 48  | 2 | 7    | 0  | 2  | .146 | 0  |
| 2015  | Miami Marlins        | NL   | 7      | 20  | 1 | 1    | 0  | 2  | .050 | 0  |
| Total |                      |      | 43     | 103 | 9 | 19   | 2  | 10 | .184 | 1  |

## Ligas Invernales e Independientes
Equipos en los que actuó por las diferentes ligas invernales e independientes.
| Equipo                                  | Liga                                                   | País                               | Temporada |
| --------------------------------------- | ------------------------------------------------------ | ---------------------------------- | --------- |
| Caimanes de Barranquilla                | Liga Profesional de Béisbol Colombiano                 | Bandera de Colombia                | 2006-07   |
| Caimanes de Barranquilla                | Liga Profesional de Béisbol Colombiano                 | Bandera de Colombia                | 2007-08   |
| Caimanes de Barranquilla                | Liga Profesional de Béisbol Colombiano                 | Bandera de Colombia                | 2008-09   |
| Caimanes de Barranquilla                | Liga Profesional de Béisbol Colombiano                 | Bandera de Colombia                | 2009-10   |
| Gigantes del Cibao                      | Liga de Béisbol Profesional de la República Dominicana | Bandera de la República Dominicana | 2010-11   |
| Tigres del Licey                        | Liga de Béisbol Profesional de la República Dominicana | Bandera de la República Dominicana | 2011-12   |
| Tigres del Licey                        | Liga de Béisbol Profesional de la República Dominicana | Bandera de la República Dominicana | 2012-13   |
| Caimanes de Barranquilla                | Liga Profesional de Béisbol Colombiano                 | Bandera de Colombia                | 2013-14   |
| Tigres del Licey                        | Liga de Béisbol Profesional de la República Dominicana | Bandera de la República Dominicana | 2014-15   |
| Toros del Este                          | Liga de Béisbol Profesional de la República Dominicana | Bandera de la República Dominicana | 2015-16   |
| Tigres del Licey                        | Liga de Béisbol Profesional de la República Dominicana | Bandera de la República Dominicana | 2016-17   |
| Tigres del Licey                        | Liga de Béisbol Profesional de la República Dominicana | Bandera de la República Dominicana | 2017-18   |
| Gigantes del Cibao Estrellas Orientales | Liga de Béisbol Profesional de la República Dominicana | Bandera de la República Dominicana | 2018-19   |
| St. Paul Saints                         | American Association of Professional Baseball          | Bandera de Estados Unidos          | 2019      |
| Gigantes de Barranquilla                | Liga Profesional de Béisbol Colombiano                 | Bandera de Colombia                | 2019-20   |

## Liga Colombiana de Béisbol Profesional
Jugando en la liga de su país natal ha obtenido los siguientes reconocimientos:
- Campeón: (3) 
  - 2007/08 (Caimanes)
  - 2008/09 (Caimanes)
  - 2009/10 (Caimanes)

### Estadísticas de bateo en Colombia
| Año     | Equipo                   | VB  | C  | Hits | HR | CI | BA   |
| ------- | ------------------------ | --- | -- | ---- | -- | -- | ---- |
| 2006/07 | Caimanes de Barranquilla | 116 | 22 | 33   | 2  | 16 | .284 |
| 2007/08 | Caimanes de Barranquilla | 92  | 14 | 17   | 1  | 5  | .185 |
| 2008/09 | Caimanes de Barranquilla | 143 | 17 | 30   | 1  | 12 | .209 |
| 2009/10 | Caimanes de Barranquilla | 155 | 27 | 54   | 7  | 40 | .348 |
| 2013/14 | Caimanes de Barranquilla | 11  | 0  | 3    | 0  | 2  | .272 |
| Total   |                          | 517 | 80 | 137  | 11 | 75 | .265 |